# Hug I dels Baus
Hug I dels Baus (981-1060), fou el segon fill de Pons el Jove pertanyent a la senyoria dels Baus, a Provença.
Es va casar amb Emaur (o Enaurs o Inauris), filla d'Artaud, vescomte de Cavalló, amb qui tingué tres fills: Guillem Hug dels Baus, que heretà la senyoria, Hug, i Pons-Hug.
Hug és el primer membre de la descendència a portar el nom dels Baus. És per aquesta raó que se'l sol considerar el cap de la dinastia. En fa el seu nom patronímic l'any 1000 aproximadament. Segons una butlla de Benet VIII (1024), és senyor dels Baus, de Montpaon i de Meyrargues.
Hug va aprofitar, com la resta de senyories de Provença, l'apatia de Raül, rei d'Arle, per emancipar-se i esdevenir més forts en els seus dominis.